# Roquemissou
 (février 2021).
Roquemissou est un site préhistorique situé à Montrozier, dans l'Aveyron, en Occitanie. Il s'agit d'un ancien abri sous roche dont le surplomb s'est effondré, et qui a été occupé presque continument de l'Épipaléolithique jusqu'au Néolithique, puis durant la période médiévale.

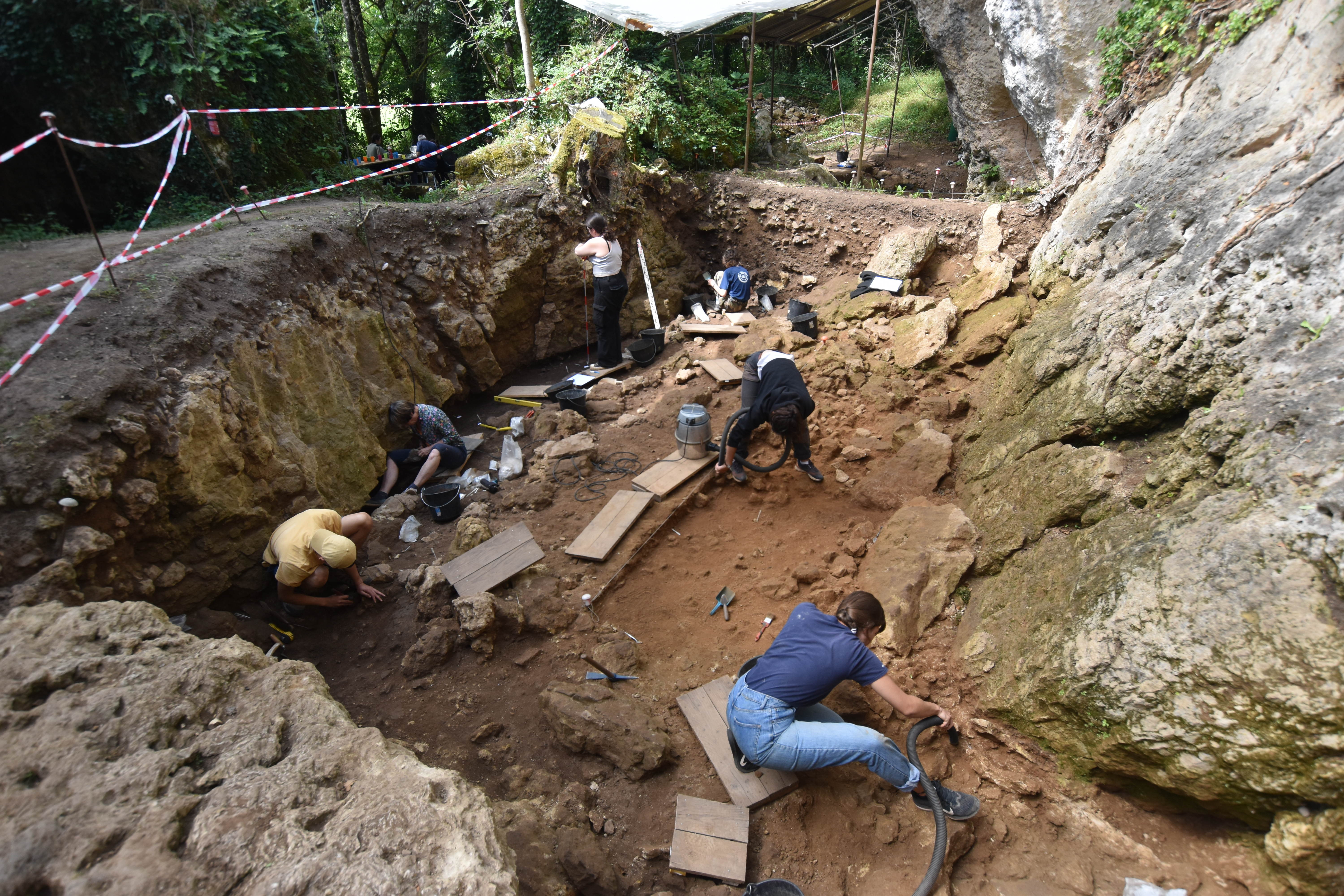
Vue générale de la fouille en cours de la zone 5 du site préhistorique de Roquemissou en juillet 2023. Cliché Thomas Perrin.

La stratigraphie du gisement de Roquemissou, d'une qualité de conservation exceptionnelle pour un site de plein air, du fait de la protection apportée par l'ancien surplomb rocheux, permet de documenter près de dix millénaires d'histoire humaine et environnementale.

## Situation
Roquemissou se trouve sur la rive droite de l'Aveyron, entre le village de Montrozier et celui de Gages-le-Pont, à proximité immédiate du moulin de Roquemissou. Le gisement est au pied d'une paroi de calcaire, à l'interface entre le plateau du Causse Comtal et le massif des Palanges.

## Historique
Le site a été découvert en 1978 par l'archéologue amateur Paul-Marie Blanquet, puis a été fouillé entre 1982 et 1989 par Gaston-Bernard Arnal (CNRS), avec une dernière campagne en 1991. De nouvelles fouilles, toujours en cours, sont conduites par Thomas Perrin (CNRS) depuis 2012.

## Description
Bien qu'en partie détruit par l'érosion fluviatile de l'Aveyron et les pratiques agricoles, le site de Roquemissou témoigne d'une très longue succession d'occupations humaines, depuis l'Azilien, vers 13 500 ans avant le présent (AP), jusqu'à la fin du Néolithique, vers 2100 av. J.-C.
Les premières occupations du site ont lieu avant la fin de la dernière période glaciaire, durant laquelle le glacier de l'Aubrac occupait une partie de la région. Vers 13 500 ans AP, des chasseurs collecteurs de l'Azilien s'installent sur le site, suivis vers 11 500 ans AP par ceux du Laborien. À ces périodes, la plaine alluviale de l'Aveyron est encore relativement ouverte, et les troupeaux de chevaux qui la fréquentent constituent une ressource carnée précieuse pour les habitants.
Le stade froid du Dryas récent, de 12 900 à 11 700 ans AP, dernière phase de la glaciation de Würm, correspond à un abandon du site. Vers 8500 av. J.-C., des groupes de chasseurs collecteurs mésolithiques, de la culture du Sauveterrien, s'installent sur le site. Leur campement est composé de tentes de peaux de bêtes relativement légères. L'environnement, devenu forestier, est fréquenté dorénavant par les sangliers, les chevreuils et les cerfs. Une vaste fosse dans laquelle ont été brulées de nombreuses branches de chêne pourries leur a probablement servi à fumer les peaux pour les conserver.
Ces occupations perdurent jusqu'au milieu du VIIe millénaire av. J.-C. Leur succèdent de nouveaux groupes de chasseurs mésolithiques, avant que les premiers agro-pasteurs néolithiques, originaires de la côte méditerranéenne, viennent s'installer sur le site vers 5000 av. J.-C.. La question de l'interaction entre ces différents groupes de chasseurs autochtones et de paysans colons constitue la problématique des fouilles récentes.
Le site est ensuite occupé durant tout le Néolithique. Durant la culture des Treilles, au Néolithique final, un véritable village rassemblant plusieurs familles était présent. Les maisons, mal conservées, semblent avoir été de forme ovalaire avec des murs à base de pierres.
Au sommet de la paroi rocheuse, une petite grotte sépulcrale a été fouillée durant les premières campagnes de fouilles par Philippe Gruat. Elle a livré les restes d'une cinquantaine d'individus, inhumés au fil d'une longue période. Une seconde grotte semblable a été identifiée non loin. De nombreux dolmens de la région sont sans doute en lien avec ces occupations.
L'occupation du site cesse brutalement avec l'effondrement du surplomb rocheux qui écrase les maisons du village sous des blocs de plusieurs dizaines de tonnes, vers 2300 av. J.-C.